# Коротун Ігор Миколайович
Коротун Ігор Миколайович (1 лютого 1936, Харків — 25 вересня 2000) — український географ, кандидат географічних наук, професор, член-кореспондент Української екологічної академії наук, почесний член Українського географічного товариства.

## Біографія
Ігор Миколайович народився 1 лютого 1936 року в м. Харкові. В 1958 р. закінчив з відзнакою географічний факультет Харківського університету. Своєму захопленню географією та дослідницьким альпінізмом особливо завдячує доценту М. А. Демченку. Працював вчителем географії Любитівської середньої школи Ковельського району Волинської області, пізніше — завідувачем дитячого будинку та директором Волинської обласної туристської станції. Навчався заочно в аспірантурі при кафедрі геоморфології Львівського університету (його наставником був професор П. М. Цись). Свою педагогічну та наукову діяльність з 1968 р. він продовжує старшим викладачем кафедри фізичної та регіональної географії Харківського університету. Підсумком експедиційно-дослідницької роботи з вивчення льодовиків гірського Кавказу був захист кандидатської дисертації по гляціології в 1970 р.
Починаючи з 1970 р., працював в Українському інституті інженерів водного господарства (пізніше — Українська державна академія водного господарства, а згодом — Рівненський державний технічний університет, зараз — Національний університет водного господарства та природокористування); у 1970—1972 рр. — заступник декана гідромеліоративного факультету, у 1972—1981 рр. — декан факультету проектування і будівництва гідромеліоративних споруд, з 1981 до 1990 рр. — доцент, з 1990 р. — професор кафедри гідрології і гідрогеології (зараз — кафедра водогосподарської екології, гідрології та природокористування). Доклав багато зусиль для становлення спеціальностей інженер-гідромеліоратор, інженер-економіст.
З 1974 р. І. М. Коротун очолював Рівненський відділ Українського географічного товариства, обраний почесним членом цього товариства. Він плідно працював над розвитком географічної науки в усіх ланках освітянських закладів.
Ігор Миколайович зробив значний внесок у розбудову незалежної України. В березні 1990 р. його обрано депутатом Рівненської обласної Ради народних депутатів, де обіймав посаду голови екологічної комісії. З серпня 1992 р. по листопад 1995 р. — заступник голови Рівненської обласної Ради народних депутатів, а пізніше — заступник голови Рівненської обласної державної адміністрації з виконавчої роботи. Його внесок у підготовку спеціалістів вищої кваліфікації для народного господарства багаторазово відзначався урядовими нагородами, зокрема Знаком «Відмінник народної освіти УРСР», орденом «Знак Пошани». Серед учнів Ігоря Миколайовича — Сергій Остапчук, Борис Клімчук — голова Волинської обласної державної адміністрації і вірний друг на все життя. У 1995 р. Ігор Миколайович був обраний членом-кореспондентом Української екологічної академії наук.

## Родина
Дружина — Людмила Костянтинівна Коротун, син — Сергій, з якими у співавторстві написав чимало наукових праць.

## Нагороди
- Почесні грамоти Міністерства освіти України, Міністерства освіти СРСР, Рівненського облвиконкому (1961—1998 — 25)
- Знак «Відмінник народної освіти УРСР» (1964)
- Орден «Знак Пошани» (1976)
- Медаль «Ветеран праці СРСР» (1988)
- Знак «Отличник Народного Просвящения СССР» (1978)

### Книги
- Коротун І. М., Коротун Л. К. Географія Рівненської області в 3-х частинах. — Рівне, 1996. — 380 с.
- Коротун І. М. Прикладна геоморфологія: навчальний посібник / І. М. Коротун. — Рівне : ІСДО, Українська державна академія водного господарства, 1996. — 132 с.
- Природні умови і ресурси України / І. Коротун [та ін.] — Рівне : Вид-во Укр. держ. академії водного господарства, 1997. — 176 с. — ISBN 5-7763-8833-3.
- Розміщення продуктивних сил України / І. М. Коротун [та ін]. — Рівне, 1997. — 414 с. — ISBN 5-7763-8833-3.
- Основи загального землезнавства / І. М. Коротун. — Рівне : РДТУ, 1999. — 310 с. — ISBN 5-7763-9661-1.
- Природні ресурси України / І. М. Коротун [та ін.] — 2000. — 192 с. — ISBN 966-95609-2-6.